# Moldova Boroseni
El Moldova Boroseni fue un equipo de fútbol de Moldavia que jugó en la División Nacional de Moldavia, la primera división de fútbol en el país.

## Historia
Fue fundado en el año 1991 en la ciudad de Borosenii Noi tras la disolución de la Unión Soviética y la independencia de Moldavia como el equipo de fútbol representante de la ciudad.
Fue uno de los equipos fundadores de la División Nacional de Moldavia en 1992 en donde terminaron en décimo lugar entre 12 equipos.
En la temporada 1992/93 el club finaliza en tercer lugar de la liga a nueve puntos del líder FC Zimbru Chisinau, pero desciende en la temporada siguiente al terminar en el lugar 15 entre 16 equipos y más tarde en ese mismo año desaparece.
El club jugó tres temporadas en la División Nacional de Moldavia en donde ganó 28 partidos de los 82 que jugó.

## Palmarés
- División Nacional de Moldavia
  - 3º Lugar: 1

1992/93